# Station Albens
Station Albens is een spoorwegstation in Albens in de Franse gemeente Entrelacs.